# Климатска промена
Климатска промена је промена у статистичкој дистрибуцији временских образаца када та промена траје дужи временски период (тј. од деценије до милиона година). Климатске промене су узроковане факторима као што су биотички процеси, варијације у сунчевом зрачењу које прима Земља, тектонске плоче и вулканске ерупције, мада су одређене људске активности идентификоване као примарни узроци непрекидних климатских промена које се често односе на глобално загревање. Не постоји општа сагласност у научним, медијским или политичким документима у погледу тачног термина који се користи за упућивање на антропогене принудне промене; може се користити и термин „глобално загревање” и „климатска промена”.